# Annabelle Wallis
Annabelle Frances Wallis (sinh ngày 5 tháng 9 năm 1984) là một nữ diễn viên người Anh. Cô được biết đến nhiều nhất với vai diễn Mia trong bộ phim kinh dị Annabelle (2014), và vai Jenny Halsey trong bộ phim phiêu lưu - hành động The Mummy (2017).

## Đầu đời
Wallis sinh ra ở Oxford, Anh. Cô lớn lên ở Cascais, Bồ Đào Nha, nơi gia đình cô di cư khi cô mới 18 tháng tuổi.
Mẹ cô là cháu gái của diễn viên Richard Harris. Họ hàng phía ngoại của cô là các diễn viên Jared Harris, Jamie Harris và đạo diễn Damian Harris. Về phía cha của cô, cô là hậu duệ của nữ ca sĩ người Anh Marie Lloyd. Anh trai ruột của cô, Francis Wallis, là giám đốc và từng làm việc cho nhà thiết kế thời trang Michael Kors và các ca sĩ Pixie Lott và Birdy.
Nhờ theo học các trường quốc tế, Wallis có thể nói thông thạo tiếng Anh, Bồ Đào Nha, Pháp và Tây Ban Nha.

## Sự nghiệp

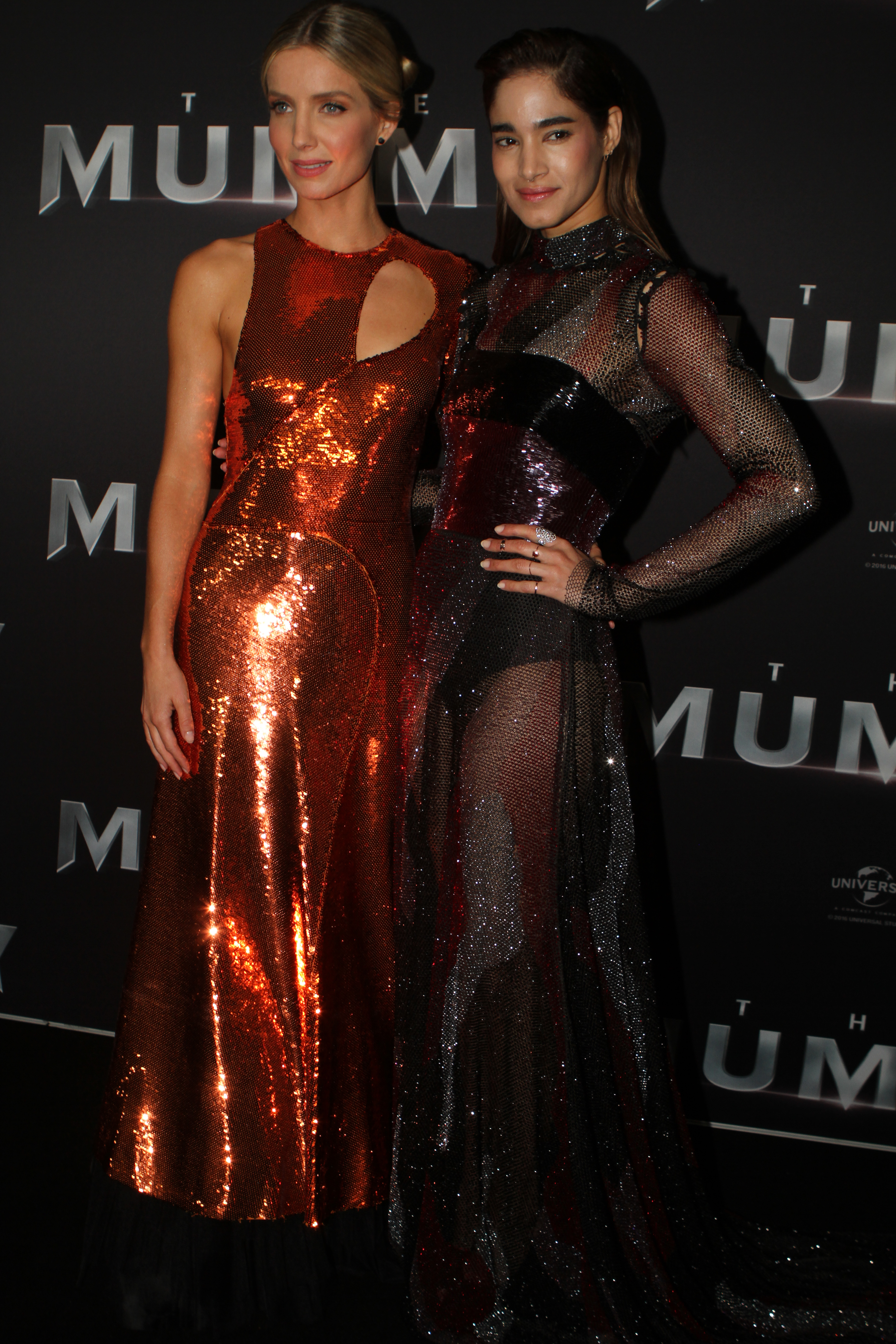
Wallis và Sofia Boutella tại buổi ra mắt phim The Mummy ở Sydney.

Năm 2014, cô tham gia loạt phim The Conjuring Universe với vai diễn chính trong bộ phim kinh dị Annabelle của đạo diễn John R. Leonetti và do James Wan sản xuất. Bộ phim thành công về mặt phòng vé và trở thành phim kinh dị có doanh thu cao thứ mười bốn. Màn trình diễn của Wallis nổi bật và cô đã được đề cử tại Giải thưởng Điện ảnh & Truyền hình MTV năm 2015 cho Màn trình diễn đáng sợ nhất. Cô trở lại với vai Mia Form trong Annabelle: Creation (2017). Năm 2014, cô đóng vai Muriel Wright, Bond Girl, trong mini-series phim truyền hình Fleming: The Man Who would Be Bond cùng với nam diễn viên Dominic Cooper.
Wallis đóng vai chính trong bộ phim kinh dị của đạo diễn James Wan là Malignant. Phim được Warner Bros lên lịch công chiếu vào tháng 8 năm 2020 nhưng việc phát hành đã bị hoãn lại đến một ngày không xác định do đại dịch COVID-19. Vào tháng 2 năm 2020, ngay trước khi Vương quốc Anh ra lệnh đóng cửa vì đại dịch, cô đã hoàn thành việc quay bộ phim hài Giáng sinh Silent Night.

## Đời tư
Wallis đã có mối quan hệ ngoài luồng với ca sĩ Chris Martin từ tháng 8 năm 2015 đến tháng 8 năm 2017. Cô từng trổ tài ca hát của mình khi thể hiện ca khúc "Up & Up", bài hát nằm trong album A Head Full of Dreams của Coldplay.
Vào tháng 4 năm 2018, một số nguồn tin tiết lộ cô đang hẹn hò với nam diễn viên người Mỹ Chris Pine.

## Phim đã đóng

### Phim
| Năm  | Tên phim                         | Vai diễn                 | Ghi chú        |
| ---- | -------------------------------- | ------------------------ | -------------- |
| 2005 | Dil Jo Bhi Kahey. .              | Sophie Besson            | Phim Bollywood |
| 2006 | True True Lie                    | Paige                    |                |
| 2007 | Steel Trap                       | Melanie                  |                |
| 2008 | Điệp vụ cá đuối                  | Hani's Girlfriend in Bar |                |
| 2009 | Right Hand Drive                 | Ruth                     |                |
| 2011 | W.E.                             | Arabella Green           |                |
| 2011 | X-Men: First Class               | Amy                      |                |
| 2012 | Bạch Tuyết và gã thợ săn         | Sara                     | Not credited   |
| 2013 | Hello Carter                     | Kelly                    |                |
| 2014 | Annabelle                        | Mia Form                 |                |
| 2015 | Sword of Vengeance               | Annabelle                |                |
| 2016 | Grimsby                          | Lina Smit                |                |
| 2016 | Come and Find Me                 | Claire                   |                |
| 2016 | Mine                             | Jenny                    |                |
| 2017 | King Arthur: Legend of the Sword | Maid Maggie              |                |
| 2017 | Xác ướp                          | Jenny Halsey             |                |
| 2017 | Annabelle: Tạo vật quỷ dữ        | Mia Form                 |                |
| 2018 | Tag                              | Rebecca Crosby           |                |
| 2020 | Boss Level                       | Alice                    |                |
| 2020 | The Silencing                    | Sheriff Alice Gustafson  |                |
| TBA  | Malignant                        | TBA                      |                |
| TBA  | Silent Night                     | TBA                      |                |

## Đĩa nhạc
- A Head Full of Dreams, giọng hát trong ca khúc "Up & Up".

## Giải thưởng và đề cử
Danh sách này không đầy đủ, bạn cũng có thể giúp mở rộng danh sách.
| Năm  | Giải thưởng                        | Đề cử                                                                      | Vai diễn  | Kết quả    | Ref. |
| ---- | ---------------------------------- | -------------------------------------------------------------------------- | --------- | ---------- | ---- |
| 2015 | MTV Movie & TV Awards              | Best Scared-As-S**t Performance                                            | Annabelle | Đề cử      |      |
| 2017 | Alliance of Women Film Journalists | Most Egregious Age Difference between the Lead and the Love Interest Award | The Mummy | Đề cử [1a] |      |

Ghi chú
1. 1a  - với Tom Cruise và Sarah Wright